# 에두아르 에리오

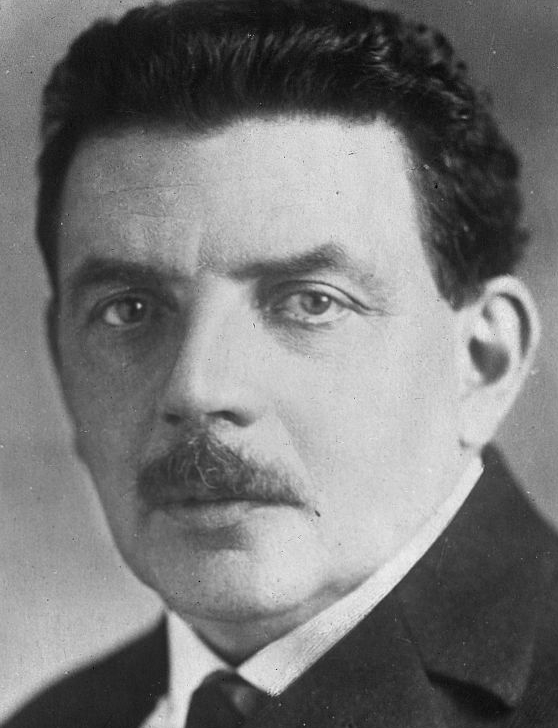

에두아르 마리 에리오(Édouard Marie Herriot, 1872년 7월 5일 ~ 1957년 3월 26일)는 프랑스의 정치인이다. 그는 1926년과 1932년에 두 차례 프랑스 총리를 역임하였다.

## 역대 선거 결과
| 선거명      | 직책명 | 대수 | 정당   | 득표율 | 득표수 | 결과 | 당락 |
| ----------- | ------ | ---- | ------ | ------ | ------ | ---- | ---- |
| 1939년 선거 | 대통령 | 15대 | 급진당 | 5.86%  | 53표   | 4위  | 낙선 |